# جايسون كريستيانسن
جايسون كريستيانسن (بالإنجليزية: Jason Christiansen)‏ هو لاعب كرة قاعدة أمريكي، ولد في 21 سبتمبر 1969 في أوماها في الولايات المتحدة.

## وصلات خارجية
- جايسون كريستيانسن على موقعبيزبول رفرنس.كوم (الدوري الرئيسي) (الإنجليزية)
- جايسون كريستيانسن على موقعبيزبول رفرنس.كوم (الدوري الثانوي) (الإنجليزية)